# クイーンズのニューヨーク市地下鉄駅の一覧

現在のニューヨーク市地下鉄路線網。クイーンズ区は地図の中央から右側にあたる。

ニューヨーク市地下鉄はアメリカ合衆国ニューヨーク市の5つの行政区のうちブロンクス区、ブルックリン区、マンハッタン区、そしてクイーンズ区を走る地下鉄システムである。メトロポリタン・トランスポーテーション・オーソリティ（MTA）の下部組織であるニューヨークシティー・トランジット・オーソリティーによって運営されており、アメリカ合衆国で最も利用客の多い地下鉄であり世界で4番目に利用客の多い地下鉄である。1日あたりの乗客数は522万5000人である。総駅数は469で、世界一駅数の多い地下鉄となっている。
1940年に3つの地下鉄会社、インターボロー・ラピッド・トランジット（IRT）、ブルックリン・マンハッタン・トランジット（BMT）、そしてインディペンデント・サブウェイ・システム（IND）が合併し、現在のニューヨーク市地下鉄となった。クイーンズ区内には各社の路線が通っている。

## 路線および運行系統
MTAの公式の数え方では、クイーンズには81駅のニューヨーク市地下鉄駅が存在する。そのうち、10駅がエクスプレス（急行）かつローカル（各停）の駅である。2駅ある複合駅を1駅と数えると、78駅となる。以下の表では、色付きの路線は基幹路線を表す。その色は運行系統の丸または菱形のラベルの色と一致する。開業年月日はその路線のプラットホームの最初の区間が開業した年月日を記す。ディビジョンは現行のディビジョンの次に括弧でくくって以前のディビジョンを記載する。
| ディビジョン | 路線                       | 運行系統 | クイーンズ区内の駅                                                                | 開業年月日     | クイーンズ区より先の進路 |
| ------------ | -------------------------- | -------- | --------------------------------------------------------------------------------- | -------------- | ------------------------ |
| B (IND)      | 63丁目線                   | F        | 1                                                                                 | 1989年10月29日 | マンハッタン             |
| B (BMT)      | アーチャー・アベニュー線   | J Z      | 2 (1駅はエクスプレスかつローカル駅、2駅ともINDアーチャー･アベニュー線と共用）     | 1988年12月11日 | 区内のみ                 |
| B (IND)      | アーチャー・アベニュー線   | E        | 3（2駅はBMTアーチャー･アベニュー線と共用）                                        | 1988年12月11日 | 区内のみ                 |
| B (BMT)      | アストリア線               | N Q      | 7（1駅はフラッシング線と共用）                                                    | 1917年2月1日   | マンハッタン             |
| B (IND)      | クロスタウン線             | G        | 2（1駅は複合駅の一部）                                                            | 1933年8月19日  | ブルックリン             |
| A (IRT)      | フラッシング線             | 7        | 18（4駅はエクスプレスかつローカル駅、1駅はアストリア線と共用、2駅は複合駅の一部） | 1915年6月22日  | マンハッタン             |
| B (IND)      | フルトン・ストリート線     | A        | 6                                                                                 | 1956年4月29日  | ブルックリン             |
| B (BMT)      | ジャマイカ線               | J Z      | 6（1駅はエクスプレスかつローカル駅）                                              | 1917年5月28日  | ブルックリン             |
| B (BMT)      | マートル・アベニュー線     | M        | 4                                                                                 | 1915年2月22日  | ブルックリン             |
| B (IND)      | クイーンズ・ブールバード線 | E F M R  | 21（4駅はエクスプレスかつローカル駅、2駅は複合駅の一部）                          | 1933年8月19日  | マンハッタン             |
| B (IND)      | ロッカウェイ線             | A S      | 14                                                                                | 1956年6月28日  | 区内のみ                 |

## 駅一覧
完全に廃止・撤去・解体された駅はリストに含めていない。
| 凡例                                                    | 凡例                                     |
| ------------------------------------------------------- | ---------------------------------------- |
| Stops all times                                         | 終日停車                                 |
| Stops all times except late nights                      | 深夜を除き終日停車                       |
| Stops late nights only                                  | 深夜のみ停車                             |
| Stops weekdays only                                     | 平日のみ停車                             |
| Stops all times except rush hours in the peak direction | ラッシュ時混雑方向以外の終日停車         |
| Stops daily except rush hours in the peak direction     | 平日のラッシュ時の混雑方向を除く終日停車 |
| Stops rush hours only                                   | ラッシュ時のみ停車                       |
| Stops rush hours in peak direction only                 | ラッシュ時の混雑方向のみ停車             |
| 時間帯詳細                                              |                                          |

| *                       | 複合駅（ステーション・コンプレックス）を形成する駅                                                                          |
| **                      | 緩行線と急行線間または同一路線の運行系統間の乗換駅のターミナル；上述の複合駅の一部でもあり得る                              |
| ***                     | 複数階または隣接プラットホームで別の路線への乗り換えができる駅。MTAはこれらのプラットホームは同一駅としてカウントしている。 |
| †                       | 運行系統のターミナル駅 |
| *†, **† または ***†     | 乗換およびターミナル駅 |
| ‡                       | クイーンズ区内での最終駅。以降はブロンクス、マンハッタン、またはブルックリンに入る。                                        |
| *‡, **‡, または ***‡    | クイーンズ区内での最終駅かつ乗換駅                                                                                          |
| *†‡, **†‡, または ***†‡ | クイーンズ区内での最終駅、乗換駅、かつターミナル駅                                                                          |
| バリアフリー・アクセス  | 障害を持つアメリカ人法準拠の障害者対応駅                                                                                    |
| (N) または (S)          | 障害者対応駅であるが、北行または南行のみ対応の駅                                                                            |

| 駅                                                                    | バリアフリー・アクセス | ディヴィジョン   | 路線                                       | 運行系統    | 開業年月日     |
| --------------------------------------------------------------------- | ---------------------- | ---------------- | ------------------------------------------ | ----------- | -------------- |
| 21丁目駅 ‡                                                            | 1                      | B (IND)          | クロスタウン線                             | G           | 1933年8月19日  |
| 21丁目-クイーンズブリッジ駅 ‡                                         | 0                      | B (IND)          | 63丁目線                                   | F <F>       | 1989年10月29日 |
| 30番街駅                                                              | 1                      | B (BMT)          | アストリア線                               | N W         | 1917年2月1日   |
| 33丁目-ローソン・ストリート駅                                         | 1                      | A (IRT)          | フラッシング線                             | 7           | 1917年4月21日  |
| 36番街駅                                                              | 1                      | B (BMT)          | アストリア線                               | N W         | 1917年2月1日   |
| 36丁目駅                                                              | 1                      | B (IND)          | クイーンズ・ブールバード線                 | E M R       | 1933年8月19日  |
| 39番街駅                                                              | 1                      | B (BMT)          | アストリア線                               | N W         | 1917年2月1日   |
| 40丁目-ローリー・ストリート駅                                         | 1                      | A (IRT)          | フラッシング線                             | 7           | 1917年4月21日  |
| 46丁目駅                                                              | 1                      | B (IND)          | クイーンズ・ブールバード線                 | E M R       | 1933年8月19日  |
| 46丁目-ブリス・ストリート駅                                           | 1                      | A (IRT)          | フラッシング線                             | 7           | 1917年4月21日  |
| 52丁目駅                                                              | 1                      | A (IRT)          | フラッシング線                             | 7           | 1917年4月21日  |
| 61丁目-ウッドサイド駅 **                                              | 0                      | A (IRT)          | フラッシング線                             | 7 <7>       | 1917年4月21日  |
| 63番ドライブ-レゴ・パーク駅                                           | 1                      | B (IND)          | クイーンズ・ブールバード線                 | E M R       | 1936年12月31日 |
| 65丁目駅                                                              | 1                      | B (IND)          | クイーンズ・ブールバード線                 | E M R       | 1933年8月19日  |
| 67番街駅                                                              | 1                      | B (IND)          | クイーンズ・ブールバード線                 | E M R       | 1936年12月31日 |
| 69丁目駅                                                              | 1                      | A (IRT)          | フラッシング線                             | 7           | 1917年4月21日  |
| 74丁目-ブロードウェイ駅 *                                             | 0                      | A (IRT)          | フラッシング線                             | 7           | 1917年4月21日  |
| 75番街駅                                                              | 1                      | B (IND)          | クイーンズ・ブールバード線                 | E F <F>     | 1936年12月31日 |
| 75丁目-エルダーツ・レーン駅 ‡                                         | 1                      | B (BMT)          | ジャマイカ線                               | J Z         | 1917年5月28日  |
| 80丁目駅 ‡                                                            | 1                      | B (IND)          | フルトン・ストリート線                     | A           | 1956年4月29日  |
| 82丁目-ジャクソン・ハイツ駅                                           | 1                      | A (IRT)          | フラッシング線                             | 7           | 1917年4月21日  |
| 85丁目-フォレスト・パークウェイ駅                                     | 1                      | B (BMT)          | ジャマイカ線                               | J           | 1917年5月28日  |
| 88丁目駅                                                              | 1                      | B (IND)          | フルトン・ストリート線                     | A           | 1956年4月29日  |
| 90丁目-エルムハースト・アベニュー駅                                   | 1                      | A (IRT)          | フラッシング線                             | 7           | 1917年4月21日  |
| 103丁目-コロナ・プラザ駅                                              | 1                      | A (IRT)          | フラッシング線                             | 7           | 1917年4月21日  |
| 104丁目駅                                                             | 1                      | B (IND)          | フルトン・ストリート線                     | A           | 1956年4月29日  |
| 104丁目駅                                                             | 1                      | B (BMT)          | ジャマイカ線                               | J Z         | 1917年5月28日  |
| 111丁目駅                                                             | 1                      | A (IRT)          | フラッシング線                             | 7           | 1925年10月13日 |
| 111丁目駅                                                             | 1                      | B (IND)          | フルトン・ストリート線                     | A           | 1956年4月29日  |
| 111丁目駅                                                             | 1                      | B (BMT)          | ジャマイカ線                               | J           | 1917年5月28日  |
| 121丁目駅                                                             | 1                      | B (BMT)          | ジャマイカ線                               | J Z         | 1918年7月3日   |
| 169丁目駅                                                             | 1                      | B (IND)          | クイーンズ・ブールバード線                 | E F <F>     | 1937年4月24日  |
| アケダクト競馬場駅                                                    | 1                      | B (IND)          | ロッカウェイ線                             | A           | 1956年6月28日  |
| アケダクト-ノース・コンジット・アベニュー駅                           | 1                      | B (IND)          | ロッカウェイ線                             | A           | 1956年6月28日  |
| アストリア・ブールバード駅                                            | 1                      | B (BMT)          | アストリア線                               | N W         | 1917年2月1日   |
| アストリア-ディトマース・ブールバード駅 †                             | 1                      | B (BMT)          | アストリア線                               | N W         | 1917年2月1日   |
| ビーチ25丁目駅                                                        | 1                      | B (IND)          | ロッカウェイ線                             | A           | 1956年6月28日  |
| ビーチ36丁目駅                                                        | 1                      | B (IND)          | ロッカウェイ線                             | A           | 1956年6月28日  |
| ビーチ44丁目駅                                                        | 1                      | B (IND)          | ロッカウェイ線                             | A           | 1956年6月28日  |
| ビーチ60丁目駅                                                        | 1                      | B (IND)          | ロッカウェイ線                             | A           | 1956年6月28日  |
| ビーチ67丁目駅                                                        | 1                      | B (IND)          | ロッカウェイ線                             | A           | 1956年6月28日  |
| ビーチ90丁目駅                                                        | 1                      | B (IND)          | ロッカウェイ線                             | A SR        | 1956年6月28日  |
| ビーチ98丁目駅                                                        | 1                      | B (IND)          | ロッカウェイ線                             | A SR        | 1956年6月28日  |
| ビーチ105丁目駅                                                       | 1                      | B (IND)          | ロッカウェイ線                             | A SR        | 1956年6月28日  |
| ブライアーウッド駅                                                    | 1                      | B (IND)          | クイーンズ・ブールバード線                 | E F <F>     | 1937年4月24日  |
| ブロード・チャンネル駅 **†                                            | 1                      | B (IND)          | ロッカウェイ線                             | A SR        | 1956年6月28日  |
| ブロードウェイ駅                                                      | 1                      | B (BMT)          | アストリア線                               | N W         | 1917年2月1日   |
| コート・スクエア駅 *‡                                                 | 0                      | A (IRT)          | フラッシング線                             | 7           | 1916年11月5日  |
| コート・スクエア駅 *†                                                 | 0                      | B (IND)          | クロスタウン線                             | G           | 1933年8月19日  |
| コート・スクエア-23丁目駅 *‡                                          | 1                      | B (IND)          | クイーンズ・ブールバード線                 | E M         | 1939年8月28日  |
| エルムハースト・アベニュー駅                                          | 1                      | B (IND)          | クイーンズ・ブールバード線                 | E M R       | 1936年12月31日 |
| ファー・ロッカウェイ-モット・アベニュー駅 †                           | 0                      | B (IND)          | ロッカウェイ線                             | A           | 1958年1月16日  |
| フラッシング-メイン・ストリート駅 †                                   | 0                      | A (IRT)          | フラッシング線                             | 7 <7>       | 1928年1月21日  |
| フォレスト・アベニュー駅                                              | 1                      | B (BMT)          | マートル・アベニュー線                     | M           | 1915年2月22日  |
| フォレスト・ヒルズ-71番街駅 **†                                       | 1                      | B (IND)          | クイーンズ・ブールバード線                 | E F <F> M R | 1936年12月31日 |
| フレッシュ・ポンド・ロード駅                                          | 1                      | B (BMT)          | マートル・アベニュー線                     | M           | 1915年2月22日  |
| グランド・アベニュー-ニュータウン駅                                   | 1                      | B (IND)          | クイーンズ・ブールバード線                 | E M R       | 1936年12月31日 |
| ハワード・ビーチ-JFKエアポート駅                                      | 0                      | B (IND)          | ロッカウェイ線                             | A           | 1956年6月28日  |
| ハンターズ・ポイント・アベニュー駅                                    | 1                      | A (IRT)          | フラッシング線                             | 7           | 1916年2月15日  |
| ジャクソン・ハイツ-ルーズベルト・アベニュー駅 **                      | 0                      | B (IND)          | クイーンズ・ブールバード線                 | E F <F> M R | 1933年8月19日  |
| ジャマイカ・センター-パーソンズ/アーチャー駅 ***†                     | 0                      |                  | アーチャー・アベニュー線                   | E J Z       | 1988年12月11日 |
| ジャマイカ-179丁目駅 †                                                | 0                      | B (IND)          | クイーンズ・ブールバード線                 | E F <F>     | 1950年12月10日 |
| ジャマイカ-ヴァン・ウィック駅                                         | 0                      | B (IND)          | アーチャー・アベニュー線                   | E           | 1988年12月11日 |
| ジャンクション・ブールバード駅 **                                     | 0                      | A (IRT)          | フラッシング線                             | 7 <7>       | 1917年4月21日  |
| キュー・ガーデン-ユニオン・ターンパイク駅 **                          | 0                      | B (IND)          | クイーンズ・ブールバード線                 | E F <F>     | 1936年12月31日 |
| メッツ-ウィレッツ・ポイント駅 **†                                     | (N)                    | A (IRT)          | フラッシング線                             | 7 <7>       | 1927年5月14日  |
| ミドル・ヴィレッジ-メトロポリタン・アベニュー駅 †                     | 0                      | B (BMT)          | マートル・アベニュー線                     | M           | 1915年2月22日  |
| ノーザン・ブールバード駅                                              | 1                      | B (IND)          | クイーンズ・ブールバード線                 | E M R       | 1933年8月19日  |
| オゾン・パーク-レファーツ・ブールバード駅 †                           | 1                      | B (IND)          | フルトン・ストリート線                     | A           | 1956年4月29日  |
| パーソンズ・ブールバード駅 **                                         | 1                      | B (IND)          | クイーンズ・ブールバード線                 | E F <F>     | 1937年4月24日  |
| クイーンズ・プラザ駅 **                                               | 0                      | B (IND)          | クイーンズ・ブールバード線                 | E M R       | 1933年8月19日  |
| クイーンズボロ・プラザ駅 ***‡                                         | 1                      | A (IRT), B (BMT) | アストリア線（BMT）、フラッシング線（IRT） | 7 <7> N W   | 1916年11月5日  |
| ロッカウェイ・ブールバード駅 *                                        | 1                      | B (IND)          | フルトン・ストリート線                     | A           | 1956年4月29日  |
| ロッカウェイ・パーク-ビーチ116丁目駅 †                                | 0                      | B (IND)          | ロッカウェイ線                             | A SR        | 1956年6月28日  |
| セネカ・アベニュー駅 ‡                                                | 1                      | B (BMT)          | マートル・アベニュー線                     | M           | 1915年2月22日  |
| スタインウェイ・ストリート駅                                          | 1                      | B (IND)          | クイーンズ・ブールバード線                 | E M R       | 1933年8月19日  |
| サットフィン・ブールバード駅                                          | 1                      | B (IND)          | クイーンズ・ブールバード線                 | E F <F>     | 1937年4月24日  |
| サットフィン・ブールバード-アーチャー・アベニュー-JFKエアポート駅 *** | 0                      |                  | アーチャー・アベニュー線                   | E J Z       | 1988年12月11日 |
| バーノン・ブールバード-ジャクソン・アベニュー駅 ‡                     | 1                      | A (IRT)          | フラッシング線                             | 7           | 1915年6月22日  |
| ウッドヘイブン・ブールバード駅 **                                     | 1                      | B (BMT)          | ジャマイカ線                               | J Z         | 1917年5月28日  |
| ウッドヘイブン・ブールバード駅                                        | 1                      | B (IND)          | クイーンズ・ブールバード線                 | E M R       | 1936年12月31日 |

## 註
1. 1 2  J・Z系統の千鳥停車運転時には、「エクスプレスかつローカル駅」にはどちらの系統も停車する。
2. 1 2  ジャクソン・ハイツ-ルーズベルト・アベニュー/74丁目-ブロードウェイ駅にはホームが2組あるが、国際的に比較する際は1駅と数える。
3. ↑  ホームは北行線にしか設けられていない。
4. 1 2 3  コート・スクエア駅にはホームが3組あるが、国際的に比較する際は1駅と数える。
5. ↑  メッツ-ウィレッツ・ポイント駅は北行ホームのみ障害者対応である。北行の各駅停車はニューヨーク・メッツの試合日または特別なイベントの時にだけ北行ホーム側ドアで客扱いを行う。
6. ↑  ロッカウェイ・ブールバード駅ではオゾン・パーク-レファーツ・ブールバード駅方面の列車とファー・ロッカウェイ-モット・アベニュー駅またはロッカウェイ・パーク-ビーチ116丁目駅方面の列車で乗換ができる。